# Theatergroep Flint
Theatergroep Flint is een Nederlandse theatergroep. De thuisbasis is De Roode Bioscoop in Amsterdam. De groep geeft voorstellingen met gedichten van onder meer Slauerhoff, Hugo Claus, Herman de Coninck, Willem Elsschot, Ingrid Jonker, Gerrit Achterberg en Paul van Ostaijen, die op muziek zijn gezet.
De groep werd in 1979 opgericht onder de naam Gebroeders Flint. Er werden in de eerste jaren vooral mimevoorstellingen gegeven. In 1994 won de groep de VSCD-Mimeprijs. Tot 2000 was de artistiek leider Stef van den Eijnden. In 2001 werd onder leiding van Felix Strategier verdergegaan als Theatergroep Flint. 